# Taenaris dioptrica
Taenaris dioptrica är en fjärilsart som beskrevs av Snellen van Vollenhoven 1860. Taenaris dioptrica ingår i släktet Taenaris och familjen praktfjärilar. Inga underarter finns listade i Catalogue of Life.